# Авторемонтне підприємство
Авторемонтне підприємство — організація, яка виконує технічне обслуговування і ремонт рухомого складу сторонніх організацій, які не мають власної ремонтної бази. До АРП відносяться авторемонтні і агрегатно-ремонтні заводи і бази централізованого ремонту вузлів агрегатів, авторемонтні майстерні, шиноремонтні майстерні.